# Емилио Бутрагеньо
Емилио Бутрагеньо Сантос (на испански: Emilio Butragueño Santos) е бивш испански футболист роден 22 юли 1963 г., играл за ФК Кастиля, Реал Мадрид, Атлетико Селая и Испания. През своята кариера получава прякора „Лешояда“ (El Buitre). Член на легандарната група "„Кохортата на Лешояда“, кръстена на негово име, заедно с Маноло Санчис, Мартин Васкез, Мичел и Мигел Пардеса. Също така изпълнявал функцията на вицепрезидент на Реал Мадрид.

## Кариера
През 1981 г. Бутрагеньо идва в старши отбора на Реал Мадрид от втория тим – ФК Кастиля. Но трябва да изчака до 1984 г., когато дебютира с белия екип под ръководството на Алфредо ди Стефано срещу Кадис. Още в дебюта си вкарва 2 гола. С Реал Мадрид общо 6 пъти е шампион на Испания (през 1986, 1987, 1988, 1989, 1990 и 1995 г.), два пъти печели купата на УЕФА (през 1985 и 1986 г.) и два пъти купата на Испания (през 1989 и 1993 г.). Бутрагеньо е лидер на тима на Белия балет през средата на 80-те, печелейки безброй купи. На два пъти печели европейската бронзова награда за трети най-добър футболист през 1986 и 1987 г. През 1995 г. Лешояда вече е резерва в Реал и подписва с Атлетико Селая в Мексико. Там изкарва 3 години преди окончателно да приключи с активната си кариера през 1998 г.
Бутрагеньо има също така 69 международни мача с фланелката на Испания, в които е вкарал 26 гола. Участва на Европейското първенство през 1984 г., когато испанците стават вицешампиони. Участва и на Световните първенства през 1986 г. и 1990 г., съответно в Мексико и Италия. Най-запомнящият се от тези мачове е осминафиналният двубой на Световното първенство в Мексико между Испания и Дания. Испания печели с 5:1, като Бутрагеньо отбелязва 4 от головете, а петият е вкаран от дузпа, отсъдена за нарушение отново срещу него. В топ 10 на голмайсторите във вечната ранглиста на Испания.
Запомнен е с изключителната си индивидуална техника, поглед върху играта и умението си както да вкарва решителни голове, така и да дава последен, извеждащ пас на своите съотборници. Пословичен е със скромността си и с коректността си както на терена, така и извън него. За близо 16 години професионална кариера получава само 4 жълти и нито един червен картон, въпреки че срещу него самия често играят грубо и некоректно.

## Извън футбола. Директор в Реал Мадрид
След като още като действуващ футболист завършва икономически науки в Мадридския университет, след края на кариерата си в продължение на една година специализира спортен мениджмънт в САЩ. От 1999 до 2001 е заместник на държавния секретар по въпросите на спорта на правителството на Испания, от 2001 до 2004 е заместник-технически директор на Реал Мадрид, а от 2004 до 2006 г. заема длъжността вицепрезидент на Реал Мадрид, докато президент е Флорентино Перес. Впоследствие той е ръководител на връзките с обществеността на клуба.